# So Am I
Singles de Ava Max
Make Up
(2018) Slow Dance
(2019)
Clip vidéo
[vidéo] « So Am I », sur YouTube
So Am I est une chanson de la chanteuse américaine Ava Max. Elle est sortie en single le 7 mars 2019 sous le label Atlantic Records. C'est le deuxième single extrait de son premier album Heaven & Hell. La chanson a été co-écrite par Ava Max, Charlie Puth, Maria Smith, Victor Thell, Gigi Grombacher, Roland Spreckley et Cirkut, ce dernier qui a également géré la production. So Am I est une chanson electropop qui traite de l'importance de l'amour de soi, d'être exclu et de ne pas s'intégrer dans la société. Une version remixée mettant en vedette le groupe sud-coréen NCT 127 est sortie le 3 juillet 2019.
La chanson a notamment atteint la 13e place du UK Singles Chart et la 14e place des ARIA Charts en Australie, tout en se classant à la 5e place du classement Billboard Hot Dance Club Songs. Elle a été certifiée double platine en Pologne et platine en Australie, au Brésil, au Canada et en Suisse, tout en recevant également une certification or dans sept pays, dont les États-Unis et le Royaume-Uni.

## Historique et composition
Ava Max a teasé la chanson sur Twitter pendant plusieurs semaines,, appelant les fans à partager leurs photos « pour montrer au monde ce qui fait votre différence » en utilisant le hashtag « #SoAmI ». La chanson a été sortie en tant que single de téléchargement et streaming le 7 mars 2019, et pour la diffusion aux stations de radio contemporaines aux États-Unis le 25 juin 2019.

## Clip musical
Le clip vidéo, réalisé par Isaac Rentz, a été publié le 7 mars 2019. En juillet 2020, le clip a été visionné plus de 146 millions de fois sur YouTube. Le clip présente Ava Max interprétant la chanson dans une école avec des élèves, ce qui a été utilisé pour représenter le thème du harcèlement,.

## Accueil

### Réception critique
Le magazine américain Billboard a qualifié la chanson d'« hymne pop rebondissant » avec des paroles « vous font naviguer dans votre adolescence ». L'harmonie contient des accords qui descendent selon le cercle des quintes.

### Réception commerciale
So Am I s'est avéré être un succès modéré dans le monde entier, faisant ses débuts sur le Singles Chart du Royaume-Uni au numéro 50 le 23 mars 2019 et culminant au numéro 13. La piste a également culminé au numéro 8 en Finlande, au numéro 5 en Écosse et au numéro 2 en Norvège et numéro 1 en Pologne.
So Am I a depuis atteint cinquième position du Dance Club Songs du 6 juillet 2019.

## Prestations en public
So Am I a été interprétée par Ava Max en public à plusieurs reprises, y compris dans Sunrise (en) Jimmy Kimmel Live!, The Voice van Vlaanderen et le festival Summertime Ball 2019 (en) de la radio britannique Capital FM (en),.

## Crédits
Crédits adaptés depuis Tidal.
- Amanda Ava Koci – voix, écriture
- Henry Walter – écriture, production, programmation, instruments
- Maria Jane Smith (en) – écriture
- Victor Thell (en) – écriture
- Martin Sue – écriture[n 1]
- Gigi Grombacher – écriture
- Roland Spreckley – écriture

## Classements et certifications

### Classements
| Classement (2019-20)                    | Meilleure position |
| --------------------------------------- | ------------------ |
| Allemagne (GfK Entertainment)           | 21                 |
| Australie (ARIA)                        | 14                 |
| Autriche (Ö3 Austria Top 40)            | 26                 |
| Belgique (Flandre Ultratop 50 Singles)  | 13                 |
| Belgique (Wallonie Ultratop 50 Singles) | 40                 |
| Bolivie Anglo (Monitor Latino)          | 5                  |
| Chine Airplay/FL (Billboard)            | 9                  |
| Danemark (Tracklisten)                  | 16                 |
| Écosse (OCC)                            | 5                  |
| Estonie (Eesti Tipp-40)                 | 18                 |
| États-Unis (Dance Club Songs)           | 5                  |
| Europe (Euro Digital Songs)             | 8                  |
| Finlande (Suomen virallinen lista)      | 8                  |
| France (SNEP)                           | 58                 |
| Grèce (IFPI)                            | 41                 |
| Hongrie (Rádiós Top 40)                 | 16                 |
| Hongrie (Dance Top 40)                  | 14                 |
| Hongrie (Single Top 40)                 | 9                  |
| Hongrie (Stream Top 40)                 | 18                 |
| Islande (Tonlist)                       | 11                 |
| Irlande (Irish Singles Chart)           | 13                 |
| Liban (OLT20)                           | 18                 |
| Lituanie (AGATA)                        | 23                 |
| Luxembourg (Billboard Digital Songs)    | 6                  |
| Malaisie (RIM)                          | 14                 |
| Mexique (Mexico Inglés Airplay)         | 2                  |
| Pays-Bas (Nederlandse Top 40)           | 10                 |
| Pays-Bas (Single Top 100)               | 23                 |
| Nouvelle-Zélande (RMNZ)                 | 23                 |
| Norvège (VG-lista)                      | 2                  |
| Pologne (ZPAV)                          | 1                  |
| Portugal (AFP)                          | 74                 |
| Roumanie (Airplay 100)                  | 69                 |
| Royaume-Uni (UK Singles Chart)          | 13                 |
| Russie (Tophit Radio Top 100)           | 22                 |
| Singapour (RIAS)                        | 20                 |
| Slovaquie (IFPI Rádio)                  | 2                  |
| Slovaquie (IFPI Singles Digitál)        | 38                 |
| Slovénie (SloTop50)                     | 6                  |
| Suède (Sverigetopplistan)               | 16                 |
| Suisse (Schweizer Hitparade)            | 18                 |
| Tchéquie (IFPI Rádio)                   | 2                  |
| Tchéquie (IFPI Singles Digitál)         | 38                 |
| Ukraine (Tophit Radio Top 100)          | 1                  |
| Venezuela Anglo (Record Report)         | 53                 |

| Classement (2019)              | Position |
| ------------------------------ | -------- |
| Allemagne (GfK Entertainment)  | 96       |
| Australie (ARIA)               | 95       |
| Belgique (Flandre Ultratop)    | 35       |
| CEI (Tophit)                   | 110      |
| Danemark (Tracklisten)         | 67       |
| Hongrie (Rádiós Top 40)        | 96       |
| Hongrie (Single Top 40)        | 65       |
| Pays-Bas (Nederlandse Top 40)  | 39       |
| Pays-Bas (Single Top 100)      | 79       |
| Pologne (ZPAV)                 | 13       |
| Royaume-Uni (UK Singles Chart) | 82       |
| Russie (Tophit)                | 160      |
| Slovénie (SloTop50)            | 14       |
| Suède (Sverigetopplistan)      | 78       |
| Suisse (Schweizer Hitparade)   | 54       |
| Ukraine (Tophit)               | 70       |

### Certifications
| Région | Certification | Ventes/Streams |
| --- | ------------- | -------------- |
| Allemagne (BM) | Or            | 200 000^       |
| Australie (ARIA) | Platine       | 70 000‡        |
| Autriche (IFPI) | Or            | 15 000x        |
| Belgique (BEA) | Or            | 20 000*        |
| Brésil (ABPD) | Platine       | 40,000*        |
| Canada (Music Canada) | Platine       | 80 000^        |
| Danemark (IFPI) | Or            | 45 000^        |
| États-Unis (RIAA) | Platine       | 1 000 000^     |
| France (SNEP) | Platine       | 300 000*       |
| Pologne (ZPAV) | 2 × Platine   | 40 000*        |
| Royaume-Uni (BPI) | Or            | 400 000‡       |
| Suisse (IFPI) | Platine       | 20 000x        |
| *Ventes selon la certification ^Mise en rayon selon la certification xNon précisé par la certification ‡ventes/streaming selon la certification |               |                |

## Historique de sortie
| Région     | Date         | Format                       | Label    | Réf.  |
| ---------- | ------------ | ---------------------------- | -------- | ----- |
| Divers     | 7 mars 2019  | - Téléchargement - streaming | Atlantic | [ 5 ] |
| États-Unis | 25 juin 2019 | Diffusion radio              | Atlantic | [ 6 ] |